# عروس قرن
عروس قرن (کره‌ای: 백년의 신부؛ انگلیسی: Bride of the Century) یک مجموعه تلویزیونی کره جنوبی سال ۲۰۱۴ با بازی لی هونگ-کی و یانگ جین سونگ است. این مجموعه از ۲۲ فوریه تا ۱۲ آوریل ۲۰۱۴، روزهای شنبه و یکشنبه ساعت ۲۰:۰۰ (کی‌اس‌تی) از تی‌وی چوسان برای ۲۰ قسمت پخش شد.

## بازیگران
- لی هونگ-کی در نقش چوی کانگ جو[۳]
  - لومون در نقش نوجوانی چوی کانگ جو
  - جون جین سو در نقش کودکی چوی کانگ جو
- یانگ جین سونگ در نقش نا دو ریم / جانگ یی کیونگ[۴]
- سونگ هیوک در نقش جانگ یی هیون